# Westamerikanischer Amarant
Der Westamerikanische Amarant oder Westamerikanische Fuchsschwanz (Amaranthus blitoides) ist eine Pflanzenart aus der Gattung Amarant (Amaranthus) innerhalb der Familie der Fuchsschwanzgewächse (Amaranthaceae). Er ist ein Unkraut aus Nordamerika, sein amerikanischer Trivialname ist „prostrate pigweed“. In Europa, Südamerika und anderen Regionen ist er ein eingebürgerter Neophyt. Die Art kommt in Mitteleuropa recht selten an offenen Ruderalstellen und an Flussufern vor und besitzt keine ökonomische Bedeutung, im Gegensatz zu anderen Amaranthus-Arten gilt sie hier nicht als „invasiv“.

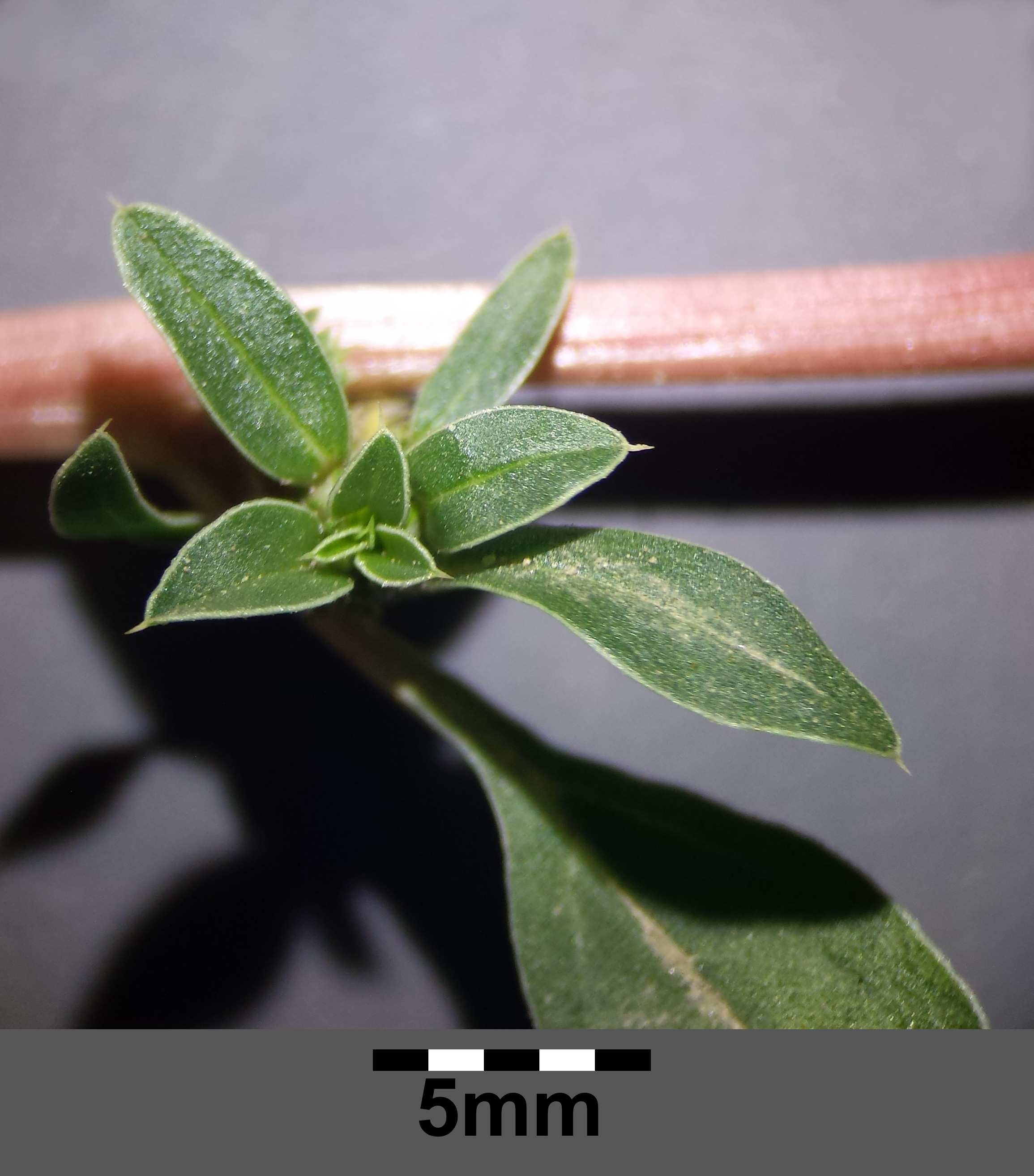
Die Laubblätter weisen eine Grannenspitze und meist einen weißlichen Knorpelrand auf.

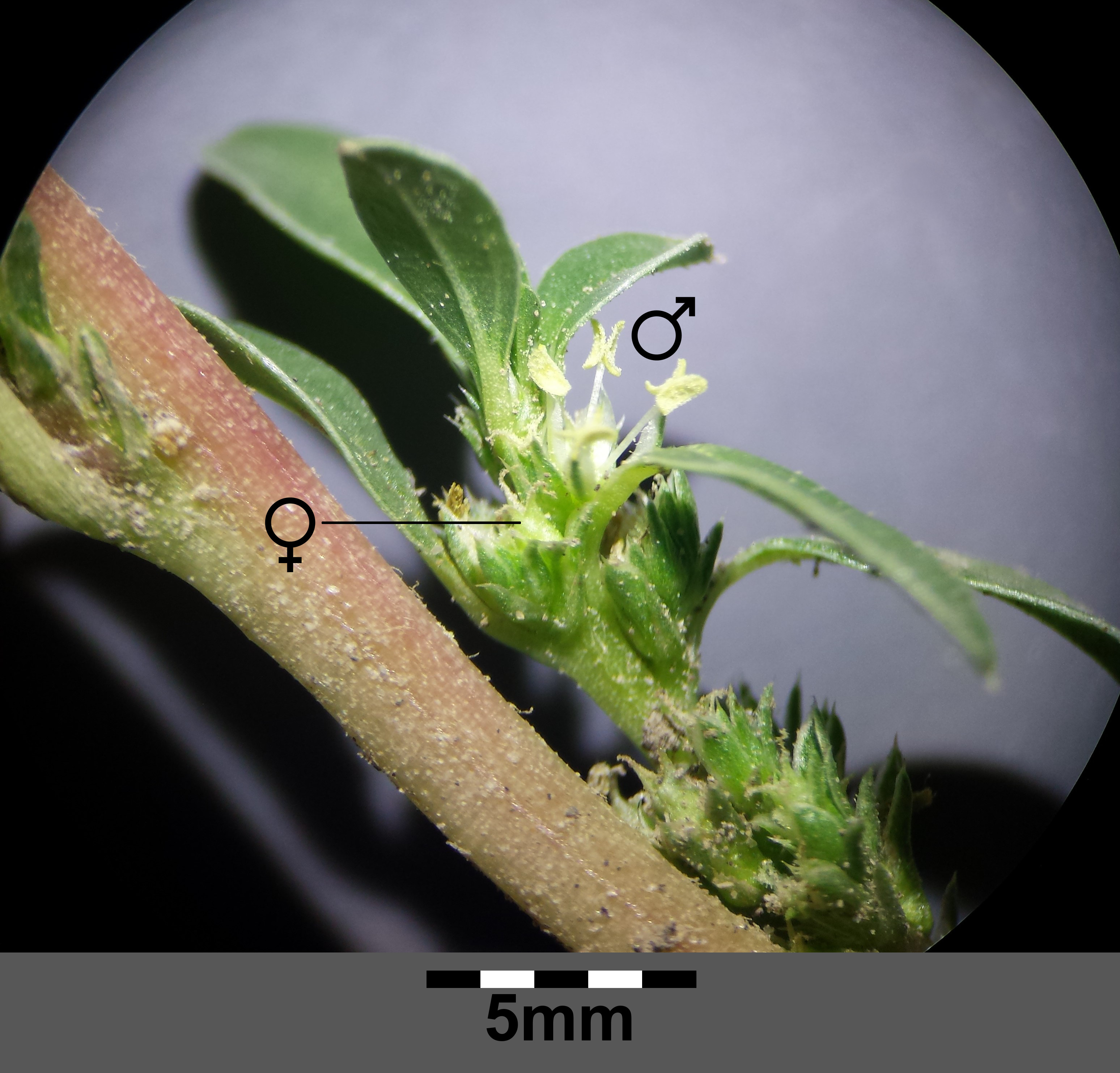
Die Blüten sind in den Achseln von Laubblättern geknäuelt.

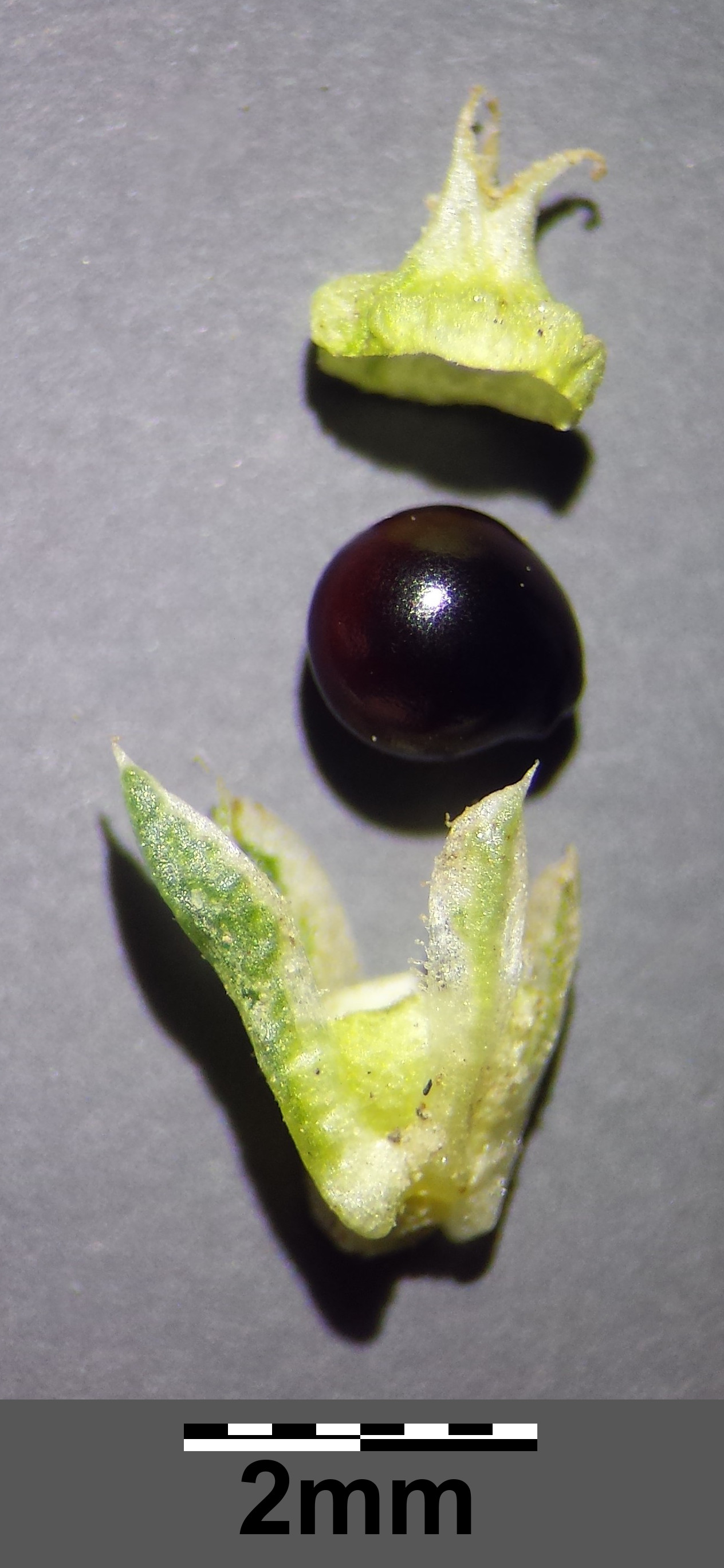
Die Frucht ist eine Deckelkapsel, die sich mit einem Querriß öffnet.

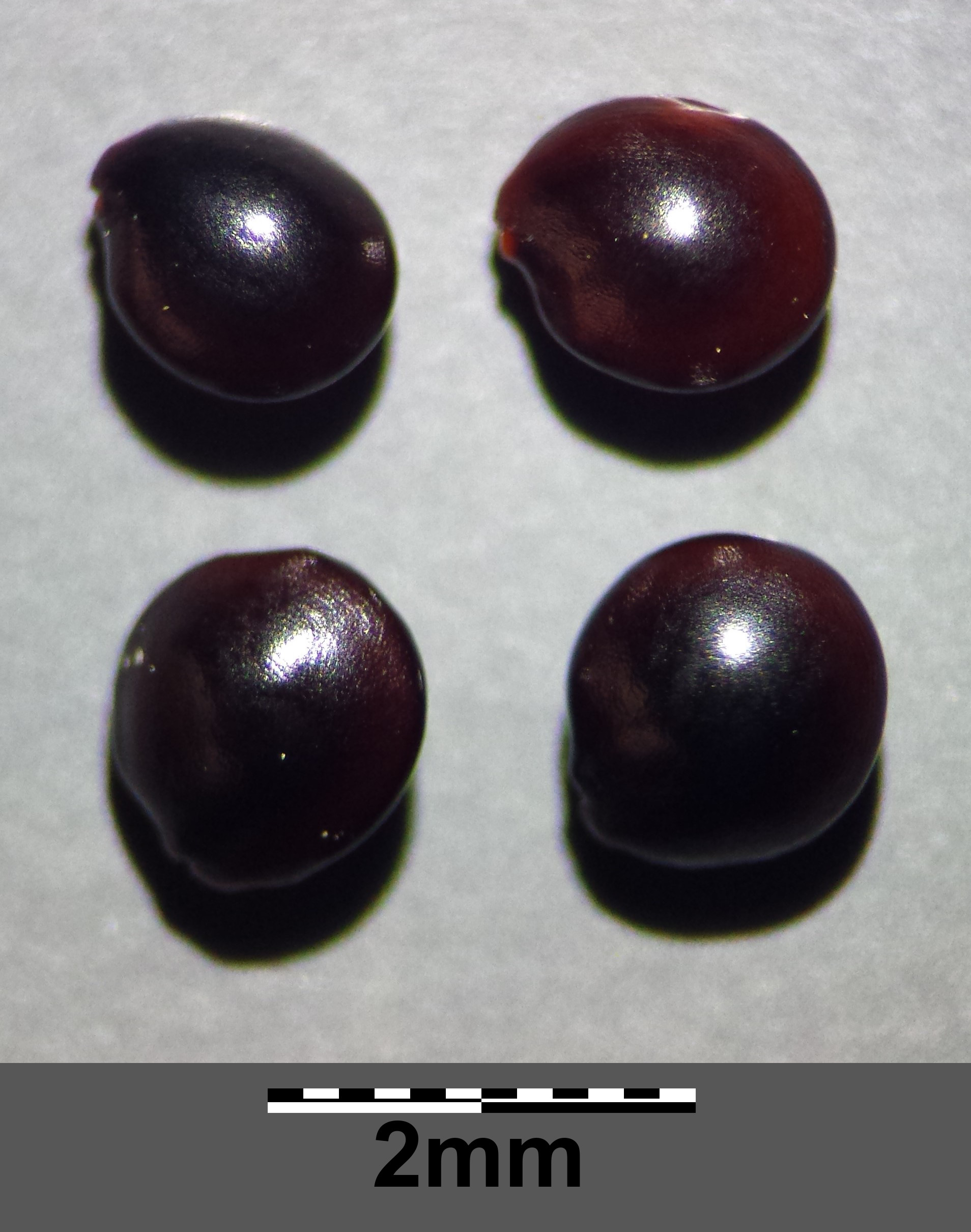
Samen

## Beschreibung
Der Westamerikanische Amarant ist eine einjährige krautige Pflanze, deren Stängel niederliegend bis aufsteigend und vom Grund an reich verzweigt sind und Längen von (0,1 bis) 0,2 bis 0,6 (bis 1) m erreichen. Der Stängel ist weißlich gefärbt, weich und nicht verholzt; er kann oberwärts flaumig behaart sein oder auch kahl. Die Laubblätter sind gestielt, der Blattstiel ist etwa halb so lang wie die dunkelgrüne Blattspreite. Diese ist verkehrt-eiförmig, elliptisch oder spatelig und misst 1 bis 2 (bis 4) × 0,5 bis 1 (bis 1,5) cm. Der Grund ist keilförmig, die Ränder sind meist ganz, flach oder selten leicht gewellt, mit schmalem weißem knorpeligem Saum, die Spitze ist stumpf bis gerundet (aber nicht ausgerandet) und kurz stachelspitzig.
Die Blüten sind getrenntgeschlechtig, sitzen aber auf derselben Pflanze (einhäusig) Sie sitzen gedrängt in blattachselständigen, knäuelförmigen Blütenständen. Die Vorblätter der weiblichen Blüten sind schmal, dünn und mit 1,5 bis 5 mm Länge etwa gleich lang oder etwas länger als die (drei bis) vier bis fünf Perigonblätter. Diese sind schmal eiförmig bis breit linealisch, 1,5 bis 3 mm lang und mehr oder weniger ungleich, dünn und spitz bis zugespitzt. Die Griffeläste stehen auseinander. Es sind drei Narben vorhanden. Die männlichen Blüten sitzen gemischt unter den weiblichen; sie besitzen drei (seltener vier) Perigonblätter und drei Staubblätter.
Die regelmäßig aufreißenden Deckelkapseln sind breit eiförmig, mit 1,7 bis 2,5 mm gleich lang wie die Perigonblätter und meist glatt, in getrocknetem Zustand jedoch etwas warzig oder runzelig. Die schwarzen, ziemlich matten Samen sind linsenförmig bis breit linsenförmig und besitzen einen Durchmesser von 1,3 bis 1,6 mm.
Von dem formenreichen Amaranthus blitum ist die Art an dem bis zur Spitze beblätterten, nicht abgesetzten Blütenstand und den an der Spitze nicht ausgerandeten Laubblättern unterscheidbar. Die meisten anderen ähnlichen Arten besitzen nur zwei bis drei Blüten (Perianth-)Blätter. Alle ähnlichen, für eine mögliche Verwechslung in Frage kommenden Arten werden in Hügin (1987) behandelt.
Die Chromosomenzahl beträgt 2n = 32.

## Ökologie
Der Westamerikanische Fuchsschwanz ist ein Sommer- und Herbstblüher; in Mitteleuropa reicht die Blütezeit von Juli bis Oktober. Befruchtung erfolgt wohl überwiegend durch Selbstbestäubung, die unscheinbaren Blüten wirken nicht anlockend auf Bestäuber. Die Samen besitzen keine auffallenden Verbreitungseinrichtungen und können aufgrund ihres Gewichts nur wenige Meter vom Wind verbreitet werden, sie werden wohl überwiegend durch Tiere (oder durch den Menschen) verschleppt; sie überstehen die Darmpassage, keimfähige Samen konnten z. B. im Dung von Schafen nachgewiesen werden. Sie können mehrere Jahre überleben und bauen im Boden eine permanente Samenbank auf. Die Samen keimen vom späten Frühjahr bis zum Spätsommer (Wärmekeimer), bevorzugt erst bei Temperaturen über 25 °C. Die Pflanze blüht und fruchtet im selben Jahr, sie ist nicht frosthart, der Stängel schrumpelt und zerfällt beim ersten Frost.
Der Westamerikanische Fuchsschwanz ist eine Wirtsart der parasitischen Quendel-Seide (Cuscuta epithymum).

## Vorkommen
Der Westamerikanische Fuchsschwanz ist fast in ganz Nordamerika verbreitet (nicht, wie der deutsche Trivialname nahelegen würde, nur im Westen). Sie kommt in den gesamten USA mit Ausnahme des äußersten Südens (Florida und Süden von Texas) vor, in Kanada nur in den südlichen Provinzen, wo sie vermutlich erst mit dem Eisenbahnbau eingeschleppt wurde.
Der Westamerikanische Fuchsschwanz ist fast weltweit in alle Regionen mit subtropischem oder warmtemperatem Klima verschleppt worden. Nach Mitteleuropa wurde er, vermutlich mit Warentransporten, eingeschleppt. Obwohl Funde seit etwa 100 Jahren in Häfen und an Baumwollspinnereien vorliegen, kam er zunächst nur unbeständig vor. Tatsächlich eingebürgert ist die Art wohl erst seit den 1980er Jahren, z. B. seit 1984 in Frankfurt. Fundnachweise in Deutschland zeigt die Verbreitungskarte bei Floraweb.
In Nordamerika kommt der Westamerikanische Fuchsschwanz an gestörten Standorten wie Straßenrändern, Flussufern, Eisenbahntrassen, Äckern, Brachland und Sandflächen bis zu einer Meereshöhe von 2200 m vor. Ausgehend von Bahn- und Hafenanlagen besiedelt er in Mitteleuropa ähnliche Standorte. Im pflanzensoziologischen System ist er in Deutschland Charakterart der Assoziation Eragrostio-Amaranthetum blitoidis, das zum Verband Salsolion ruthenicae und zur Ordnung Sisymbrietalia gehört. Der Westamerikanische Fuchsschwanz benötigt stickstoffreiche, nicht zu trockene, offene Böden und ist nicht schattentolerant.

## Systematik
Der Westamerikanische Fuchsschwanz gehört zu der Sektion Blitopsis, einer Gruppe unscheinbarer, untereinander recht ähnlicher und schwer bestimmbarer Amarant-Arten. Die Erstbeschreibung als Amaranthus blitoides erfolgte 1877 durch Sereno Watson.
Es werden zwei infraspezifische Einheiten unterschieden, die nach amerikanischer Tradition als Varietäten aufgefasst werden:
- Amaranthus blitoides var. blitoides besitzt etwas fleischige, kürzere Blätter mit breit abgerundeter Spitze.
- Amaranthus blitoides var. reverchonii Uline & W.L.Bray trägt etwas dünnere, längere Blätter (Verhältnis Länge zu Breite größer als 2:1), die am Ende schwach zugespitzt sind.

Hybriden sind bekannt mit Amaranthus albus: Amaranthus ×budensis, sie stehen in der Erscheinungsform zwischen den Eltern.

## Wirtschaftliche Bedeutung
Die Samen von Amaranthus blitoides wurden vom Volk der Zuñi geerntet und zu Mehl zermahlen, ähnlich dem bekannteren und länger genutzten Kiwicha Südamerikas.
In Äckern tritt der Westamerikanische Amarant eher selten auf, er besitzt als Unkrautart relativ geringe Bedeutung, kann aber in Hackfruchtkulturen, unter Baumfrüchten und in Gärten auftreten. Die Art hat gegen eine Reihe handelsüblicher Herbizide Resistenzen entwickelt.